# Asia Pacific Poker Tour 2019
Résultats et tournois de la saison 2019 de l'Asia Pacific Poker Tour.

## Résultats et tournois

### Corée

#### Main Event
- Lieu : Paradise City, Incheon,  Corée du Sud[1],[2]
- Prix d'entrée : 1 800 000 KRW[1],[2]
- Date : Du 11 au 14 avril 2019[1],[2]
- Nombre de joueurs :  359
- Prize Pool : 912 983 400 KRW
- Nombre de places payées :  72

| Place | Nom            | Prix            |
| ----- | -------------- | --------------- |
| 1er   | Sparrow Cheung | 198 100 000 KRW |
| 2e    | Tomomitsu Ono  | 122 800 000 KRW |
| 3e    | Hung Sheng Lin | 76 250 000 KRW  |
| 4e    | Jiang Chen     | 58 150 000 KRW  |
| 5e    | Tao Fan        | 40 150 000 KRW  |
| 6e    | Tetsuro Tomita | 31 950 000 KRW  |
| 7e    | Huidong Gu     | 26 000 000 KRW  |
| 8e    | Mengdian Peng  | 21 900 000 KRW  |
| 9e    | Xinglong Huang | 18 283 400 KRW  |

#### High Roller
- Lieu : Paradise City, Incheon,  Corée du Sud[1],[3]
- Prix d'entrée : 4 000 000 KRW[1],[3]
- Date : 13 et 14 avril 2019[1],[3]
- Nombre de joueurs :  181
- Prize Pool : 649 609 000 KRW
- Nombre de places payées :  27

| Place | Nom                | Prix            |
| ----- | ------------------ | --------------- |
| 1er   | Keiji Takahashi    | 143 890 000 KRW |
| 2e    | Jian Yang          | 97 114 000 KRW  |
| 3e    | Li Yan             | 66 845 000 KRW  |
| 4e    | Mo Yongwei         | 54 500 000 KRW  |
| 5e    | Calvin Lee         | 43 460 000 KRW  |
| 6e    | Weiyi Zhang        | 33 390 000 KRW  |
| 7e    | Yasreel Doddaiavar | 24 295 000 KRW  |
| 8e    | Shinryo Nonin      | 17 605 000 KRW  |
| 9e    | Yunye Lu           | 14 550 000 KRW  |

#### Super High Roller
- Lieu : Paradise City, Incheon,  Corée du Sud[1],[4]
- Prix d'entrée : 10 000 000 KRW[1],[4]
- Date : 10 et 11 avril 2019[1],[4]
- Nombre de joueurs :  65
- Prize Pool : 611 585 000 KRW
- Nombre de places payées :  9

| Place | Nom               | Prix            |
| ----- | ----------------- | --------------- |
| 1er   | Christopher Soyza | 178 890 000 KRW |
| 2e    | Jiang Chen        | 128 432 000 KRW |
| 3e    | Huahuan Feng      | 83 480 000 KRW  |
| 4e    | Irshat Shaykhov   | 62 992 000 KRW  |
| 5e    | Wayne Heung       | 48 925 000 KRW  |
| 6e    | Yake Wu           | 37 920 000 KRW  |
| 7e    | Wai Chan          | 29 970 000 KRW  |
| 8e    | Jun Obara         | 23 240 000 KRW  |
| 9e    | Hideki Izutsu     | 17 736 000 KRW  |

### Jeju

#### Main Event
- Lieu : Landing Casino, Jeju-si,  Corée du Sud[5],[6]
- Prix d'entrée : 2 500 000 KRW[5],[6]
- Date : Du 24 au 27 juin 2019[5],[6]
- Nombre de joueurs :  362
- Prize Pool : 183 695 000 000 KRW
- Nombre de places payées :  41

| Place | Nom           | Prix            |
| ----- | ------------- | --------------- |
| 1er   | Huidong Gu    | 183 695 000 KRW |
| 2e    | Yang Zhang    | 116 535 000 KRW |
| 3e    | Ruihong Tao   | 73 081 000 KRW  |
| 4e    | Zhang Mengyin | 57 280 000 KRW  |
| 5e    | Siyuan Wang   | 41 478 000 KRW  |
| 6e    | Duc Trung Vu  | 33 578 000 KRW  |
| 7e    | Tae Hoon Han  | 26 467 000 KRW  |
| 8e    | Kairan Jin    | 22 517 000 KRW  |
| 9e    | Jiageng Zhang | 18 567 000 KRW  |

#### High Roller
- Lieu : Landing Casino, Jeju-si,  Corée du Sud[5],[7]
- Prix d'entrée : 6 000 000 KRW[5],[7]
- Date : 28 et 29 juin 2019[5],[7]
- Nombre de joueurs :  39
- Prize Pool : 208 822 000 KRW
- Nombre de places payées :  6

| Place | Nom            | Prix           |
| ----- | -------------- | -------------- |
| 1er   | Liuheng Dai    | 70 999 000 KRW |
| 2e    | Jingxuan Zhu   | 49 073 000 KRW |
| 3e    | Ye Wang        | 31 323 000 KRW |
| 4e    | Hao Tian       | 24 015 000 KRW |
| 5e    | Sahil Chuttani | 18 794 000 KRW |
| 6e    | Xingbiao Zhu   | 14 618 000 KRW |

### Manille

#### Main Event
- Lieu : Okada Manila, Manille,  Philippines[8],[9]
- Prix d'entrée : 65 000 PHP[8],[9]
- Date : Du 1er au 4 août 2019[8],[9]
- Nombre de joueurs :  1 135
- Prize Pool : 65 000 PHP
- Nombre de places payées :  135

| Place | Nom                  | Prix           |
| ----- | -------------------- | -------------- |
| 1er   | Florencio Campomanes | 11 092 500 PHP |
| 2e    | Thijs Hilberts       | 10 000 000 PHP |
| 3e    | Mike Takayama        | 4 830 500 PHP  |
| 4e    | Xinyu Wang           | 3 523 000 PHP  |
| 5e    | Duc Trung Vu         | 2 383 000 PHP  |
| 6e    | Kei Shinagawa        | 1 739 000 PHP  |
| 7e    | Yaanning Wu          | 1 481 500 PHP  |
| 8e    | Sahil Chuttani       | 1 288 000 PHP  |
| 9e    | Jingzhi Wang         | 1 097 075 PHP  |

#### High Roller
- Lieu : Okada Manila, Manille,  Philippines[8],[10]
- Prix d'entrée : 200 000 PHP[8],[10]
- Date : 3 et 4 août 2019[8],[10]
- Nombre de joueurs :  175
- Prize Pool : 31 403 750 PHP
- Nombre de places payées :  27

| Place | Nom             | Prix          |
| ----- | --------------- | ------------- |
| 1er   | Kanishka Samant | 6 956 000 PHP |
| 2e    | Ruihong Tao     | 4 695 000 PHP |
| 3e    | Tianliang Guan  | 3 231 000 PHP |
| 4e    | Ji Woon Kim     | 2 635 000 PHP |
| 5e    | Hao He          | 2 101 000 PHP |
| 6e    | Jeonggyu Cho    | 1 614 000 PHP |
| 7e    | Jiayu Ruan      | 1 175 000 PHP |
| 8e    | Jiayu Ruan      | 851 000 PHP   |
| 9e    | Kian Chan       | 703 750 PHP   |

#### Super High Roller
- Lieu : Okada Manila, Manille,  Philippines[8],[11]
- Prix d'entrée : 500 000 PHP[8],[11]
- Date : 31 juillet et 1er août 2019[8],[11]
- Nombre de joueurs :  51
- Prize Pool : 23 992 950 PHP
- Nombre de places payées :  7

| Place | Nom           | Prix          |
| ----- | ------------- | ------------- |
| 1er   | Chaofei Wang  | 7 000 000 PHP |
| 2e    | Lester Edoc   | 6 016 000 PHP |
| 3e    | Mike Takayama | 3 479 000 PHP |
| 4e    | Xiaqing Ji    | 2 639 000 PHP |
| 5e    | Abhinav Iyer  | 2 039 000 PHP |
| 6e    | Li Feng Yang  | 1 560 000 PHP |
| 7e    | Kun Jiang     | 1 259 950 PHP |